# Poa imperialis
Poa imperialis là một loài thực vật có hoa trong họ Hòa thảo. Loài này được Bor miêu tả khoa học đầu tiên năm 1957 publ. 1958.